# Lohjanjärvi
Le lac Lohjanjärvi (finnois : Lohjanjärvi) est un grand lac situé à Lohja, Karjalohja et Raseborg en Finlande,.

## Présentation
Avec une superficie de 122 kilomètres carrés, dont 31 km² sont des îles, le lac Lohjanjärvi est le plus grand lac de la région d'Uusimaa.
Il est situé à une altitude de 31,6 mètres.
Le lac est relativement profond et son point le plus profond sur l'Isoselkä est à près de 55 mètres. 
Sa profondeur moyenne est de 12,7 mètres. 
Le Lohjanjärvi se déverse dans la mer par le Mustionjoki.